# Leberecht von Klitzing (Admiral)
Leberecht Julius Johann Georg Wilhelm von Klitzing (* 4. November 1872 in Weißenburg im Elsass; † 8. Mai 1945 in Langenau) war ein deutscher Konteradmiral der Kaiserlichen Marine.

## Leben

### Herkunft
Leberecht von Klitzing war ein Sohn von Karl Karolus von Klizing (1827–1889) und Klara Agnes Antonie von Nolte (1838–1885).

### Militärkarriere
Leberecht von Klitzing trat am 12. April 1890 in die Kaiserliche Marine ein.
Von Oktober 1907 bis September 1908 war er als Kapitänleutnant Kommandant des Stationsschiffs Loreley.
Von Mai 1912 an war er als Fregattenkapitän Kommandant des neu in Dienst gestellten Kleinen Kreuzers Breslau. Mitte April 1913 war die Breslau bei der internationalen Blockade der Küste Montenegros eingesetzt. Im September 1913 gab er das Kommando ab und wurde für einen Monat Zivilgouverneur des von den Türken geräumten Gebietes.
Von Mitte August bis November 1914 war er Kommandant des Küstenpanzerschiffs Hagen. In dieser Position wurde er am 19. September 1914 zum Kapitän zur See befördert. Von Dezember 1914 war er bis Januar 1915 Kommandant des neu in Dienst gestellten Kleinen Kreuzers Pillau. Anschließend war er von Februar bis August 1915 das zweite Mal Kommandant der ehemaligen Breslau, welche ab Ende Oktober 1914 als Midilli unter türkischer Flagge fuhr und ab Mitte Juli 1915 aufgrund eines Minentreffers bis Ende Februar 1916 beschädigt war.
Von Januar 1917 bis August 1918 war er, nachdem er ab Oktober 1915 bereits Mitglied der Kommission gewesen war, Präses der Technischen Versuchskommission. Anschließend war er bis Kriegsende Kommandant der Marineanlagen im Kurland und Livland. Am 22. November 1919 wurde er aus der Marine verabschiedet.
Bis 1918 war er u. a. mit dem Eisernen Kreuz I. Klasse, dem Roten Adlerorden 4. Klasse mit der Königlichen Krone, dem Königlichen Kronen-Orden 3. Klasse mit Schwertern und dem Komturkreuz 2. Klasse des Herzoglich Sachsen-Ernestinischer Hausordens ausgezeichnet worden.
Am 26. Januar 1920 erhielt er den Charakter als Konteradmiral verliehen.

### Familie
Am 22. September 1903 heiratete er in Kiel Erna von Graba (1881–1945), mit der er einen Sohn hatte.